# Aparato de presión

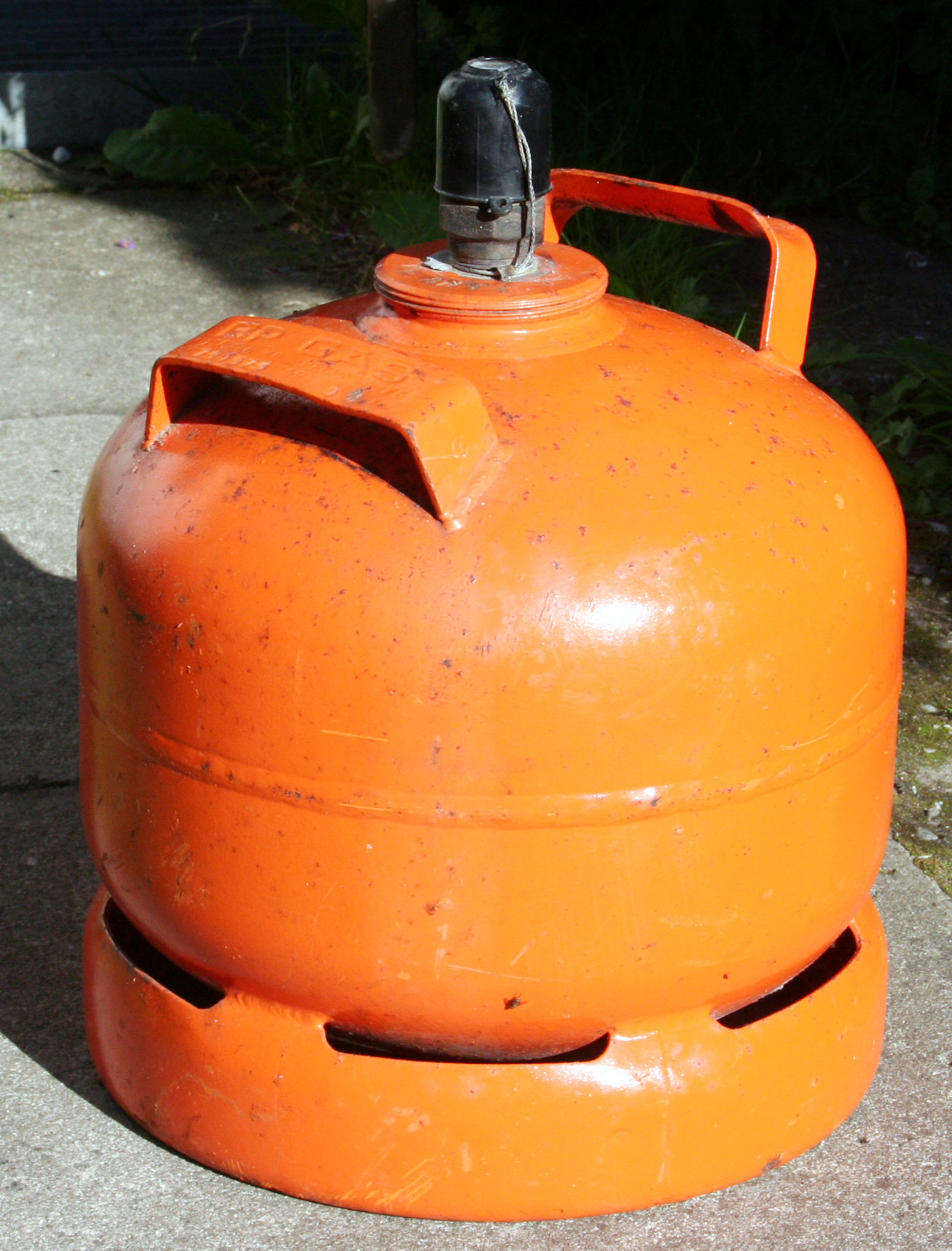
Bombona de gas a presión.

Un aparato a presión es un equipo sometido a presión de un fluido líquido o gas.
Esta presión puede ser presión interior o presión exterior.

## Clases de aparatos a presión
Si el aparato a presión está únicamente sometido a la presión exterior atmosférica y a la presión interior del peso del fluido, estos equipos se consideran depósitos atmosféricos.
Si es un recipiente que contiene un fluido a presión se denomina depósito.
Si los aparatos a presión además tienen la aportación de una llama se denomina caldera. 
El aparato a presión puede estar dividido en dos o más compartimentos. Si estos compartimentos son anexos se considera conjunto a presión. Si una parte es una carcasa y la otra son tubos se denomina intercambiador o condensador.
Si el recipiente a presión está formado por una carcasa y una o varias medias cañas se denomina reactor. Un reactor también puede disponer de serpentín.
Si el aparato a presión es una carcasa circular o cuadrada cuya finalidad es la circulación del fluido, entonces se denomina tubería.

## Aplicaciones
Los aparatos a presión tienen infinitas aplicaciones. Desde el uso cotidiano (ollas a presión, calentador). También se usan en la industria farmacéutica, industria petroquímica...

## Diseño y fabricación
Los aparatos a presión son fabricados dependiendo su uso de diferentes materiales: materiales plásticos, cerámicos, metálicos férreos, metálicos no férreos...
En la fabricación interviene la industria en general y la calderería en particular.
Tanto los aparatos a presión como las partes que lo componen están diseñados según códigos y normas de diseño. Casi todo país tiene su propio código, Francia, la CODAP, Alemania, código AD-Merkblatter, Estados Unidos, código ASME, la Unión Europea, la norma EN-13445...

## Inspección
Los aparatos a presión son sometidos a unos controles e inspecciones rigurosas. Estos controles en su mayoría son realizados por empresas independientes al proceso de fabricación y diseño.
Se inspecciona diseño, fabricación y se somete al aparato a una prueba de presión o funcionamiento.